# Issiaka Ouédraogo
Issiaka Ouédraogo (ur. 9 sierpnia 1988 w Wagadugu) – burkiński piłkarz grający na pozycji napastnika. Od 2018 roku jest zawodnikiem klubu SKN St. Pölten.

## Kariera klubowa
Karierę piłkarską Ouédraogo rozpoczął w klubie US des Forces Armées. W sezonie 2007/2008 zadebiutował w nim w burkińskiej Superdivision. Występował w nim przez jeden sezon.
W 2008 roku Ouédraogo wyjechał do Austrii. Został zawodnikiem Red Bulla Salzburg. Przez dwa lata grał w Erste Liga, w rezerwach tego klubu. W 2010 roku odszedł do innego klubu z tej ligi, SV Grödig, w którym występował przez sezon.
W 2011 roku Ouédraogo został piłkarzem beniaminka austriackiej Bundesligi, Admiry Wacker Mödling. Swój debiut w nowym klubie zaliczył 16 lipca 2011 w przegranym 0:2 wyjazdowym meczu z Rapidem Wiedeń.
W 2015 roku Ouédraogo przeszedł do Wolfsberger AC. Zadebiutował w nim 30 sierpnia 2015 w przegranym 0:2 domowym meczu z SC Rheindorf Altach. W 2016 roku był wypożyczony do Hatta Club z Dubaju. W 2018 roku odszedł do SKN St. Pölten.
| Sezon   | Klub                  | Kraj                         | Rozgrywki     | Mecze | Bramki |
| ------- | --------------------- | ---------------------------- | ------------- | ----- | ------ |
| 2007/08 | US des Forces Armées  | Burkina Faso                 | Superdivision | ?     | ?      |
| 2008/09 | Red Bull Salzburg II  | Austria                      | Erste Liga    | 23    | 4      |
| 2009/10 | Red Bull Salzburg II  | Austria                      | Erste Liga    | 26    | 6      |
| 2010/11 | SV Grödig             | Austria                      | Erste Liga    | 30    | 4      |
| 2011/12 | Admira Wacker Mödling | Austria                      | Bundesliga    | 25    | 6      |
| 2012/13 | Admira Wacker Mödling | Austria                      | Bundesliga    | 25    | 7      |
| 2013/14 | Admira Wacker Mödling | Austria                      | Bundesliga    | 28    | 4      |
| 2014/15 | Admira Wacker Mödling | Austria                      | Bundesliga    | 34    | 2      |
| 2015/16 | Admira Wacker Mödling | Austria                      | Bundesliga    | 1     | 0      |
| 2015/16 | Wolfsberger AC        | Austria                      | Bundesliga    | 29    | 9      |
| 2016/17 | Hatta Club            | Zjednoczone Emiraty Arabskie | UAE League    | 2     | 0      |
| 2016/17 | Wolfsberger AC        | Austria                      | Bundesliga    | 10    | 0      |
| 2017/18 | Wolfsberger AC        | Austria                      | Bundesliga    | 31    | 3      |

## Kariera reprezentacyjna
W reprezentacji Burkiny Faso Ouédraogo zadebiutował w 2010 roku. W 2012 roku został powołany do kadry na Puchar Narodów Afryki 2012.